# Nagyludas község
Nagyludas község (románul: Comuna Ludoș) község Szeben megyében, Romániában. Központja Nagyludas, beosztott falva Kisludas.

## Fekvése
Szeben megye északnyugati részén, a Székás-patak völgyében helyezkedik el, Fehér megye határától 5 kilométerre. Szomszédai keleten Toporcsa falu és Fehér megye, nyugaton Kisenyed és Ladamos község, északon Pókafalva község, délen Kisapold község és Szelistye. A Szerdahelyet Balázsfalvával összekötő DJ 106G megyei úton közelíthető meg.

## Népessége
1850-től a népesség alábbiak szerint alakult:
| Lakosok száma | 2734 | 2642 | 2987 | 3431 | 3058 | 1454 | 930  | 794  | 746  | 584  |
|               | 1850 | 1880 | 1900 | 1920 | 1941 | 1977 | 1992 | 2002 | 2011 | 2021 |

A 2011-es népszámlálás adatai alapján a község népessége 746 fő volt, melynek 86,46%-a román, 6,17%-a roma és 2,82%-a német. Vallási hovatartozás szempontjából a lakosság 90,21%-a ortodox, 2,55%-a ágostai hitvallású evangélikus és 1,34%-a pünkösdista.

## Nevezetességei
A község területéről egyetlen épület sem szerepel a romániai műemlékek jegyzékében.

## Híres emberek
- Nagyludason születtek Ghiţă Pop (1864–1915) drámaíró, publicista,[7] Octavian Smigelschi(wd) (1866–1912) festő,[8] Ilie Micu(wd) (1916–1973) zeneszerző.[7]